# Frederick Meyer
Frederick H. Fred Meyer (9. august 1910 i New York – 1. oktober 1996 i Fairfax i Virginia) var en amerikansk gymnast som deltog i de olympiske lege i 1932 i Los Angeles og 1936 i Berlin.
Meyer vandt en sølvmedalje i gymnastik under OL 1932 i Los Angeles. Han var med på det amerikanske hold som kom på en andenplads i holdkonkurrencen efter Italien.